# Херман фон Капенберг
Херман фон Капенберг (на немски: Hermann von Cappenberg; † 1082/1091) е вестфалски граф на Капенберг при Люнен.

## Произход
Той е син на Готфрид († сл. 1060), граф във Вестфалия, и неизвестната му по име съпруга. Внук е на Херман от Вердюн († 1029), маркграф на Енаме, граф на Вердюн, граф в Айфелгау и Вестфалия, и съпругата му Матилда. Правнук е на Готфрид I Пленник († 995/1005), граф на Вердюн, от род Вигерихиди, и на Матилда Саксонска († 1008) от род Билунги. Сестра му Матилда († сл. 1039) се омъжва през 1015 г. за Регинар V, граф на Хенегау († сл. 1039).
Капенбергите са роднини на Хоенщауфените. По това време Капенбергите са една от най-значимите благороднически фамилии във Вестфалия. От техния замък те могат да контролират равнините във Вестфалия и до Дортмунд. Графовете имат и права в други територии, в Нидеррайн при Везел, във Ветерау при Фридберг в Хесен и в Швабия.

## Фамилия
Херман фон Капенберг се жени за Герберга фон Хюнебург, дъщеря на Готфрид фон Хунебург, фогт фон Нойвайлер († сл. 1070). Герберга е внучка на дядо му граф Херман от Вердюн († 1029) и Матилда фон Дагсбург († 995). Те имат децата:
- Готфрид I фон Капенберг († 1106, убит в битка), главен наследник, женен за Беатрикс фон Хилдрицхаузен († 1115/1122)
- двама сина († убити 1082/1085)